# Macrotera bidenticauda
Macrotera bidenticauda är en biart som först beskrevs av Timberlake 1953.  Macrotera bidenticauda ingår i släktet Macrotera och familjen grävbin. Inga underarter finns listade i Catalogue of Life.